# 23 dicembre
Il 23 dicembre è il 357º giorno del calendario gregoriano (il 358º negli anni bisestili). Mancano 8 giorni alla fine dell'anno.

## Eventi
- 179 a.C. – Il censore Marco Emilio Lepido scioglie il voto fatto durante la guerra contro i Liguri e dedica il Tempio di Giunone Regina nel Campo Marzio a Roma.
- 619 – Elezione di papa Bonifacio V.
- 800 – Papa Leone III presta giuramento di purificazione.
- 882 – Elezione di papa Marino I.
- 1256 – Papa Alessandro IV con una bolla concede l'abbazia di Bagnara Calabra ai monaci florensi di S. Maria della Gloria di Anagni.
- 1294 – Il conclave che eleggerà papa Bonifacio VIII si riunisce a Napoli.
- 1339 – Simone Boccanegra viene eletto Doge della Repubblica di Genova.
- 1534 – Il Parmigianino viene ingaggiato da Elena Baiardi per affrescare la cappella nella chiesa di Santa Maria dei Servi.
- 1569 – Russia: lo zar Ivan IV fa incarcerare e strangolare Filippo II (metropolita di Mosca), capo della Chiesa ortodossa russa, contrario all'Opričnina
- 1620 – Inizia la costruzione della Colonia di Plymouth.
- 1672 – Viene scoperta Rea (o Rhea, in greco ‘Ρέα), la seconda più grande luna di Saturno, da Giovanni Domenico Cassini.
- 1688 – Giacomo II d'Inghilterra viene lasciato fuggire dal Principe d'Orange.
- 1796 – Durante il Congresso di Reggio Emilia i territori occupati dalle truppe francesi di Bologna e Ferrara, Modena e Reggio proclamano la costituzione della Repubblica Cispadana.
- 1823 – Una Visita di San Nicola, attribuito a Clement Clarke Moore, viene pubblicato per la prima volta.
- 1909 – Alberto I del Belgio diventa re.
- 1910 – Emiliano Figueroa Larraín termina il suo mandato da presidente del Cile e passa l'incarico a Ramón Barros Luco.
- 1913 – Viene istituita la Federal Reserve.
- 1915 – Ramón Barros Luco termina il suo mandato da presidente del Cile e passa l'incarico a Juan Luis Sanfuentes Andonaegui.
- 1916 – Prima guerra mondiale: nella battaglia di Magdhaba, le forze alleate catturano una guarnigione turca nella penisola del Sinai.
- 1920 – Juan Luis Sanfuentes Andonaegui termina il suo mandato da presidente del Cile e passa l'incarico a Arturo Alessandri Palma.
- 1922 – Papa Pio XI scrive la sua prima enciclica, "Ubi Arcano Dei Consilio".
- 1924
  - Esce il primo numero de Il Baretti, quindicinale di letteratura.
  - Viene firmato a Ginevra il Cartello Phoebus.
- 1925 – Luis Barros Borgoño termina il suo mandato da presidente del Cile e passa l'incarico a Emiliano Figueroa Larraín.
- 1932 – Arturo Alessandri Palma inizia il suo secondo mandato da presidente del Cile.
- 1936 – Guerra civile spagnola: l'Italia invia dei volontari in Spagna per combattere al fianco dei nazionalisti.
- 1938
  - Guerra civile spagnola: inizia la battaglia per Barcellona con un attacco dei nazionalisti.
  - Arturo Alessandri Palma termina il suo incarico da presidente del Cile e passa l'incarico a Pedro Aguirre Cerda.
- 1941 – Seconda guerra mondiale: il sommergibile tedesco U 559 affonda il piroscafo Shuntien a est di Tobruch causando circa un migliaio di vittime tra i quali numerosi prigionieri di guerra, in maggioranza italiani.
- 1944 – Seconda guerra mondiale: l'aviazione statunitense rifornisce la città assediata di Bastogne, inizia la controffensiva alleata nelle Ardenne
- 1945 – Papa Pio XII scrive l'enciclica "Orientales Omnes Ecclesias".
- 1947 – Primo prototipo funzionante del transistor ai Bell Laboratories.
- 1954 – Isaak Babel' viene pubblicamente scagionato dalle accuse contro Stalin.
- 1956 – Ichirō Hatoyama conclude il suo incarico da primo ministro del Giappone e al suo posto subentra Tanzan Ishibashi.
- 1961 – Disastro ferroviario della Fiumarella: un vagone ferroviario precipita da un viadotto sulla Ferrovia Cosenza-Catanzaro Lido causando la morte di 71 passeggeri.
- 1966 – Il film Il buono, il brutto, il cattivo viene proiettato per la prima volta in pubblico.
- 1968 – Lancio della missione Apollo 8 con a bordo i primi uomini ad orbitare intorno alla Luna.
- 1969 – Una banda armata fa irruzione nell'appartamento di Deng Xiaoping per attentare alla sua vita, ma trova delle guardie armate che la fermano.
- 1970 – Viene avvistato, di fronte alle coste di San Benedetto del Tronto, il relitto rovesciato del motopeschereccio Rodi.
- 1973
  - Esce in Italia il romanzo breve Incontro con Rama di Arthur C. Clarke.
  - Ritrovamento dei 16 superstiti del Disastro aereo delle Ande.
- 1976 – Nasce Telecolor International a Catania.
- 1978 – Disastro aereo a Punta Raisi: un DC 9 si schianta in mare e muoiono 108 persone.
- 1979
  - Unità militari dell'Unione Sovietica occupano Kabul, la capitale dell'Afghanistan.
  - I dati della curva di luce di Metis rilevano la presenza di una luna attorno all'asteroide 9 Metis. Esperimenti successivi non riescono a confermare questa ipotesi.
  - Ljudmyla Vasylivna Žuravl'ova scopre gli asteroidi 3724 Annenskij e 3971 Voronikhin.
- 1982
  - La Environmental Protection Agency raccomanda l'evacuazione di Times Beach (Missouri) a causa dei livelli pericolosi della contaminazione da diossina.
  - Il giudice istruttore Emilio Ledonne emette un mandato di cattura contro Stefano Delle Chiaie.
  - Ljudmyla Heorhiїvna Karačkina scopre gli asteroidi 3345 Tarkovskij e 3675 Kemstach.
- 1984
  - Italia, San Benedetto Val di Sambro: il rapido 904 Napoli – Milano, un treno carico di passeggeri, in gran parte in viaggio per le vacanze natalizie, viene devastato dall'esplosione di una bomba. Al termine dei soccorsi si conteranno 15 morti e più di 100 feriti. L'attentato segna l'ingresso della mafia nel teatro dello stragismo di Stato.
  - L'Oak Ridge Observatory scopre l'asteroide 3773 Smithsonian.
  - François Dossin scopre l'asteroide 4440 Tchantchès.
  - Ljudmyla Heorhiїvna Karačkina scopre l'asteroide 4626 Plisetskaya.
- 1987 – Il CNR registra il primo dominio internet italiano: cnr.it
- 1990 – La Slovenia vota per secedere dalla Repubblica Federale Socialista di Jugoslavia.
- 1991
  - Jan Olszewski inizia il suo mandato da primo ministro della Polonia.
  - Milan Kučan diventa presidente della Slovenia.
- 1995 – Lech Wałęsa termina il suo incarico da presidente della Polonia e lascia il posto a Aleksander Kwaśniewski.
- 1997 – Jorn Barger, un commerciante statunitense appassionato di caccia, decide di aprire una propria pagina personale per condividere i risultati delle sue ricerche sul web riguardo al suo hobby: è il primo blog della storia.
- 2001 – Federico Ramón Puerta termina il suo mandato da presidente dell'Argentina e passa l'incarico ad Adolfo Rodríguez Saá.
- 2002 – Un MiG-25PD distrugge un ricognitore senza pilota RQ-1A Predator dell'USAF.
- 2004
  - La Democrazia Cristiana per le Autonomie si costituisce come formazione politica autonoma.
  - La NASA annuncia che l'asteroide Apophis è il primo oggetto a raggiungere il livello 2 sulla Scala Torino.
- 2005
  - Il Sudan riceve la dichiarazione di guerra da parte del confinante Ciad.
  - Lech Kaczyński diventa presidente della Polonia.
- 2007 – In Nepal viene abolita la monarchia e la nazione diventa una repubblica federale con a capo il primo ministro
- 2008 – Un terremoto colpisce le zone di Parma e Piacenza, nessun ferito ma tanti danni agli edifici storici e antichi. Il terremoto è stato seguito da tantissime scosse di assestamento avvertite in tutto il Nord Italia.
- 2015 – Grecia: il Parlamento greco, con 194 voti a favore e 55 contro, approva la legge sulle Unioni civili.[1]
- 2017 – Nelle Filippine una tempesta tropicale causa più di 130 morti nella città di Mindanao.

## Nati
Ci sono circa 1 000 voci su persone nate il 23 dicembre; vedi la pagina Nati il 23 dicembre per un elenco descrittivo o la categoria Nati il 23 dicembre per un indice alfabetico.

## Morti
Ci sono circa 560 voci su persone morte il 23 dicembre; vedi la pagina Morti il 23 dicembre per un elenco descrittivo o la categoria Morti il 23 dicembre per un indice alfabetico.

## Feste e ricorrenze

### Civili
Nazionali:
- Giappone - Compleanno dell'imperatore emerito Akihito, nato nel 1933.

### Religiose
Cristianesimo:
- San Giovanni da Kęty, sacerdote
- Sant'Antonio de Sant'Anna Galvão, francescano
- Santa Bincema Vergine e martire
- San Dagoberto II, re, martire
- Santi dieci martiri di Creta
- San Garibaldo di Ratisbona, vescovo
- San Giovanni Stone, sacerdote agostiniano, martire
- San Giuseppe Cho Yun-ho, martire
- Sant'Ivo di Chartres, vescovo
- Santa Marie-Marguerite d'Youville, religiosa
- San Mardonio, martire
- San Migdonio, martire
- San Servolo il Paralitico
- San Torlaco, vescovo
- Santa Vittoria, vergine e martire
- Beato Artmanno di Bressanone, vescovo
- Beato Niccolò Fattore, sacerdote

Religione romana antica e moderna:
- Larentalia
- Diana
- Giunone Regina in Campo Marzio
- Tempeste
- Ludi Saturnali, settimo e ultimo giorno